# 西相知駅
西相知駅（にしおうちえき）は、佐賀県唐津市相知町佐里にある、九州旅客鉄道（JR九州）筑肥線の駅である。

## 歴史
- 1935年（昭和10年）3月1日：北九州鉄道の駅として開設[2]。
- 1937年（昭和12年）10月1日：国有化、鉄道省に移管[2]。
- 1970年（昭和45年）10月1日：旅客取扱については業務委託となる[3]。
- 1983年（昭和58年）3月22日：無人駅化[4][5][6]。
- 1987年（昭和62年）4月1日：国鉄分割民営化に伴い、JR九州に移管[2]。

## 駅構造
単式ホーム1面1線を有する地上駅。かつては島式ホーム1面2線であり1線が撤去されている。木造駅舎は解体された。ホームに短い上屋が設置されている。無人駅。

## 利用状況
2011年度の1日平均乗車人員は11人である。
| 年度   | 1日平均 乗車人員 |
| ------ | ---------------- |
| 2000年 | 21               |
| 2001年 | 20               |
| 2002年 | 19               |
| 2003年 | 15               |
| 2004年 | 11               |
| 2005年 | 16               |
| 2006年 | 18               |
| 2007年 | 18               |
| 2008年 | 14               |
| 2009年 | 14               |
| 2010年 | 12               |
| 2011年 | 11               |

## 駅周辺
この周辺は唐津炭鉱の中心地の一つで、最盛期には駅周辺には商店、旅館、劇場等が建ち並んでいた。駅前商店街で村田英雄が育ったことでも知られる。現在は駅前に畑が広がっており、民家は殆ど無い。
『相知町史』に掲載されている1923年（大正12年）ごろの旧三菱相知炭鉱の略図には、駅に近い和田山橋の西詰に小川野（おがの）商店街、さらに唐津線から分岐する相知炭坑駅があった和田・杉野地区の一帯に三菱相知炭鉱の施設と住宅・商店街が描かれている。
- 佐賀県道38号相知山内線
- 鵜殿窟・鵜殿石仏群
- 天徳の丘運動公園
- 西川保育所
- 昭和自動車 花タウンバス「佐里駅」停留所
  - 八幡岳登山口 - 相知駅前 - おうち温泉 - 西相知駅前 - 佐里上

## その他
- 当駅は週プレnet（集英社）の杉本有美「第2章」のロケ地となった（2011年6月撮影、同年7月19日公開）。

## 隣の駅
九州旅客鉄道（JR九州）
■筑肥線
肥前久保駅 - 西相知駅 - 佐里駅